# Roborst
Roborst is een dorp in de Belgische provincie Oost-Vlaanderen en een deelgemeente van Zwalm, het was een zelfstandige gemeente tot aan de gemeentelijke herindeling van 1971. Roborst is een landelijk gelegen dorp in de Vlaamse Ardennen, dat behoort tot de 50 mooiste dorpen van Vlaanderen.

## Geschiedenis
Vlak bij de Sint-Dionysiuskerk ziet men in het park van het landhuis, aan de noordzijde nog enkele overblijfselen van een middeleeuws kasteel. Het voormalig gemeentehuis is het oorspronkelijke poortgebouw. Hier woonde in de 16e eeuw een oud Gents patriciërsgeslacht. Het kasteel was een buitenverblijf van ridder Rijkaert, 'Heer van Roborst' en burgemeester van Gent in 1516. Zijn zoon Jan Utenhove werd later de bekende voorman van de kerk Austin Friarsvoor Nederlandse geloofsvluchtelingen in Londen.. Roborst 1543 is van fundamentele betekenis geweest voor de verspreiding van de Reformatie in Vlaanderen, waaraan reeds in 1585 door een Spaanse veldheer een einde werd gemaakt. Daardoor vielen de Lage Landen uiteen in een zuidelijk gedeelte (ongeveer het huidige België) en een noordelijke verzameling van provinciën (ongeveer het huidig Nederland). 
Roborst maakte deel uit van het land van Zottegem.

## Bezienswaardigheden
- De Sint-Dionysiuskerk (vroeg-gotisch, daterend uit de 13de eeuw), met een 19de-eeuws orgel van de bekende orgelbouwers Van Peteghem.[2]
- De Sint-Annakapel
- De waterkers-kwekerij.
- Het vernieuwde dorpsplein met het standbeeld van de waterkers-plukster.
- De oude tumulus (Romeinse heuvel).
- Het Kasteel van Roborst (1799), gebouwd naar het voorbeeld van Château de Bagatelle in Parijs.
- De Bostmolen, een typisch Zwalmse oude watermolen.

## Afbeeldingen

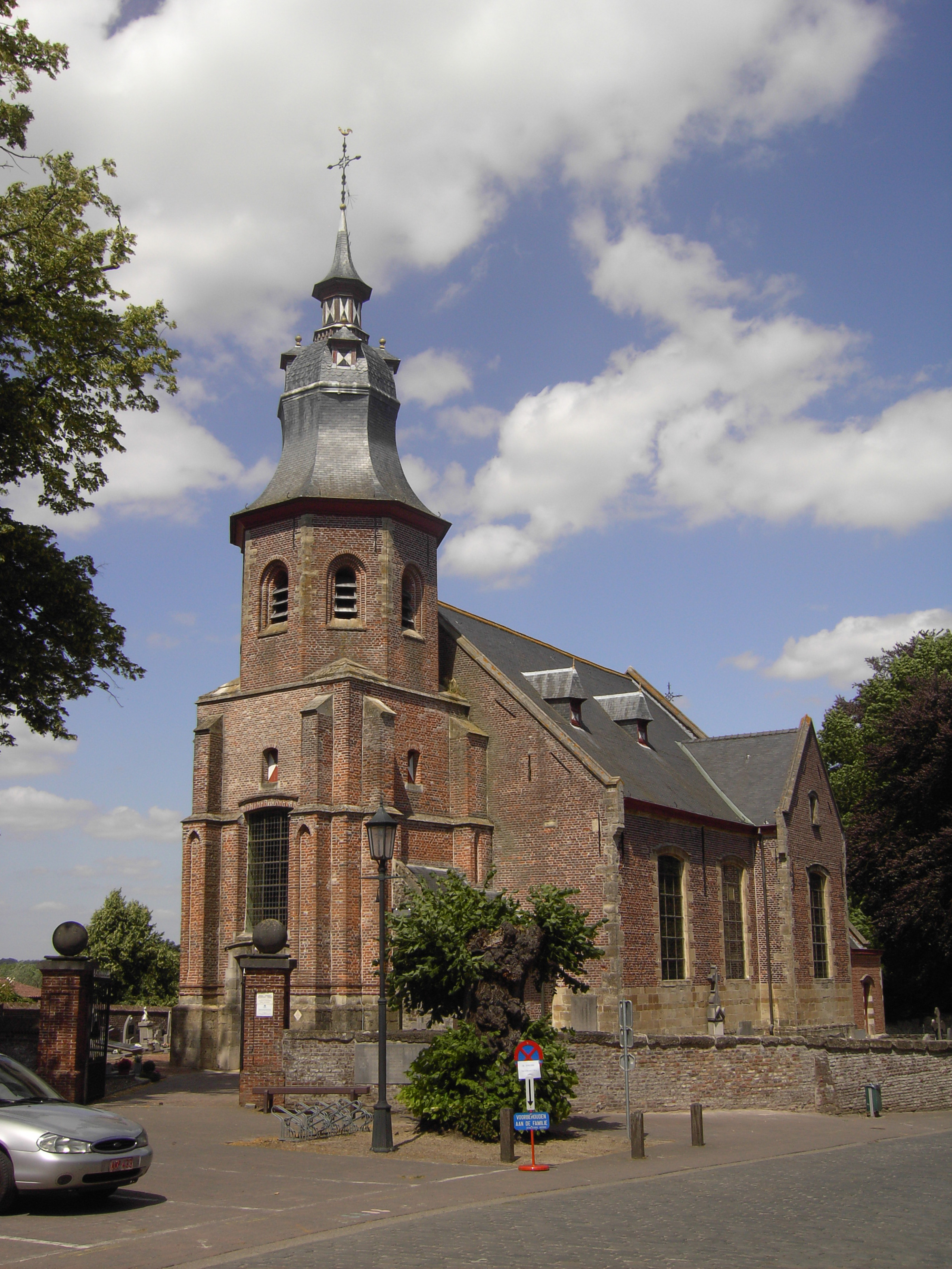
Sint-Dionysiuskerk
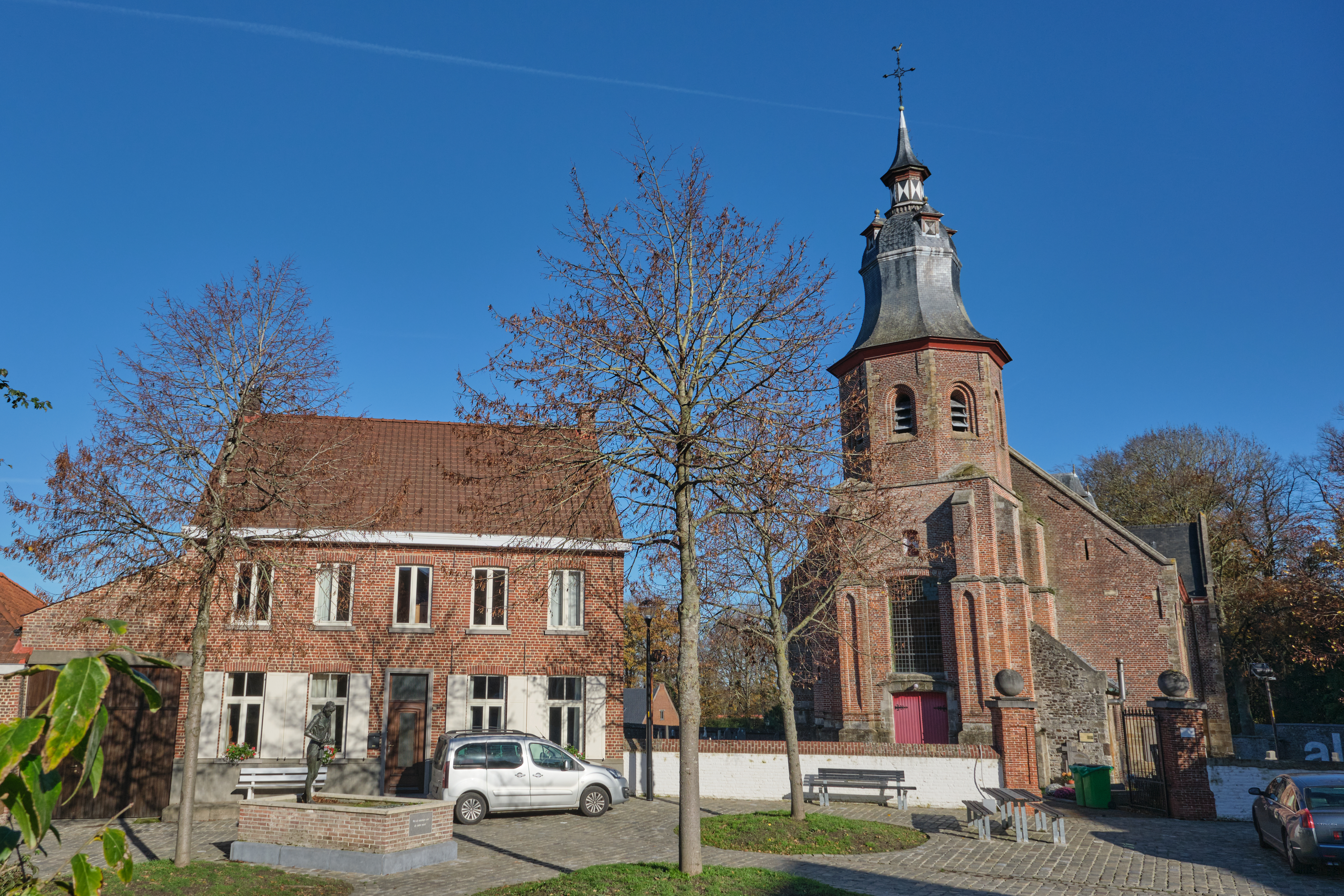
Dorpscentrum van Roborst
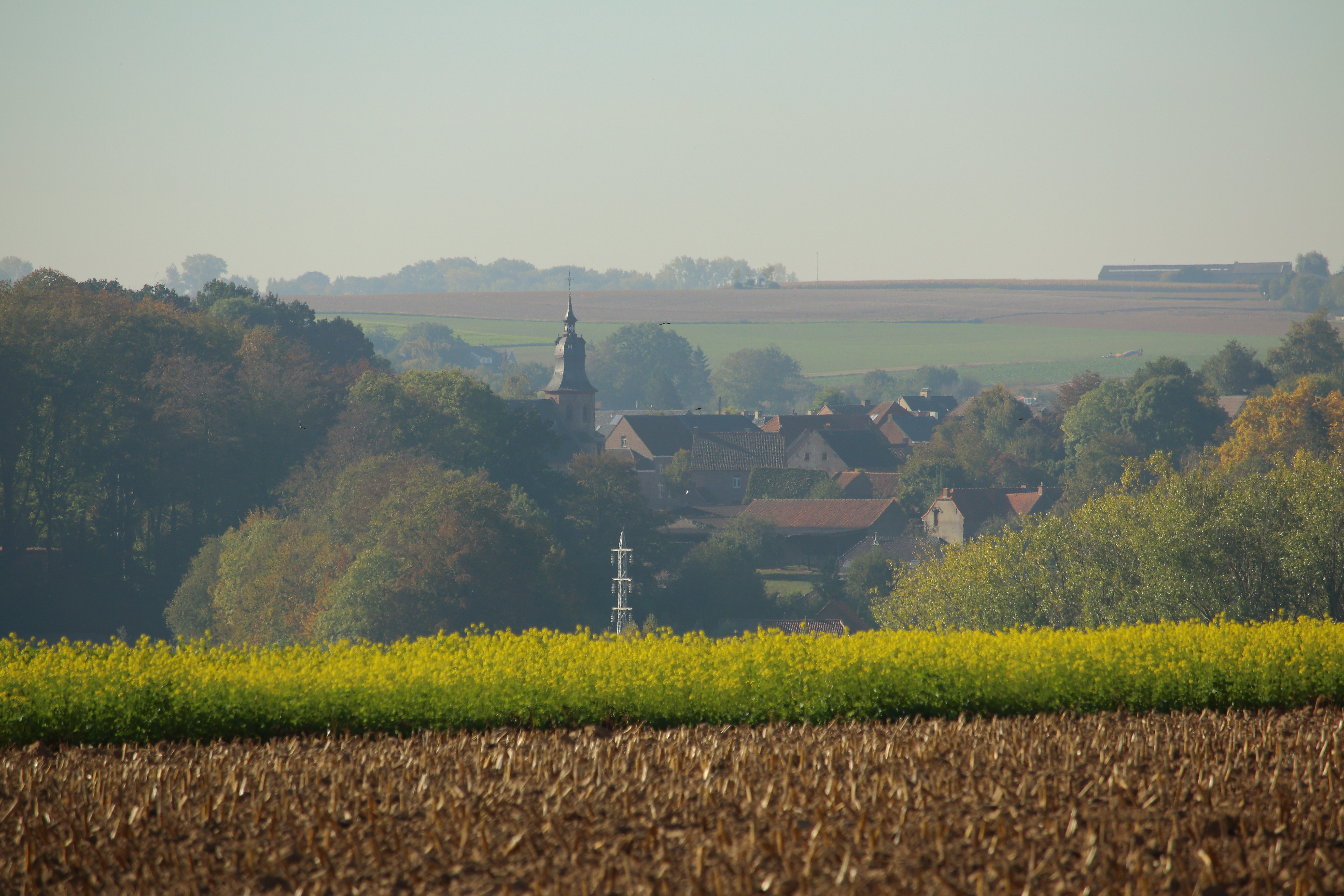
Zicht op Roborst
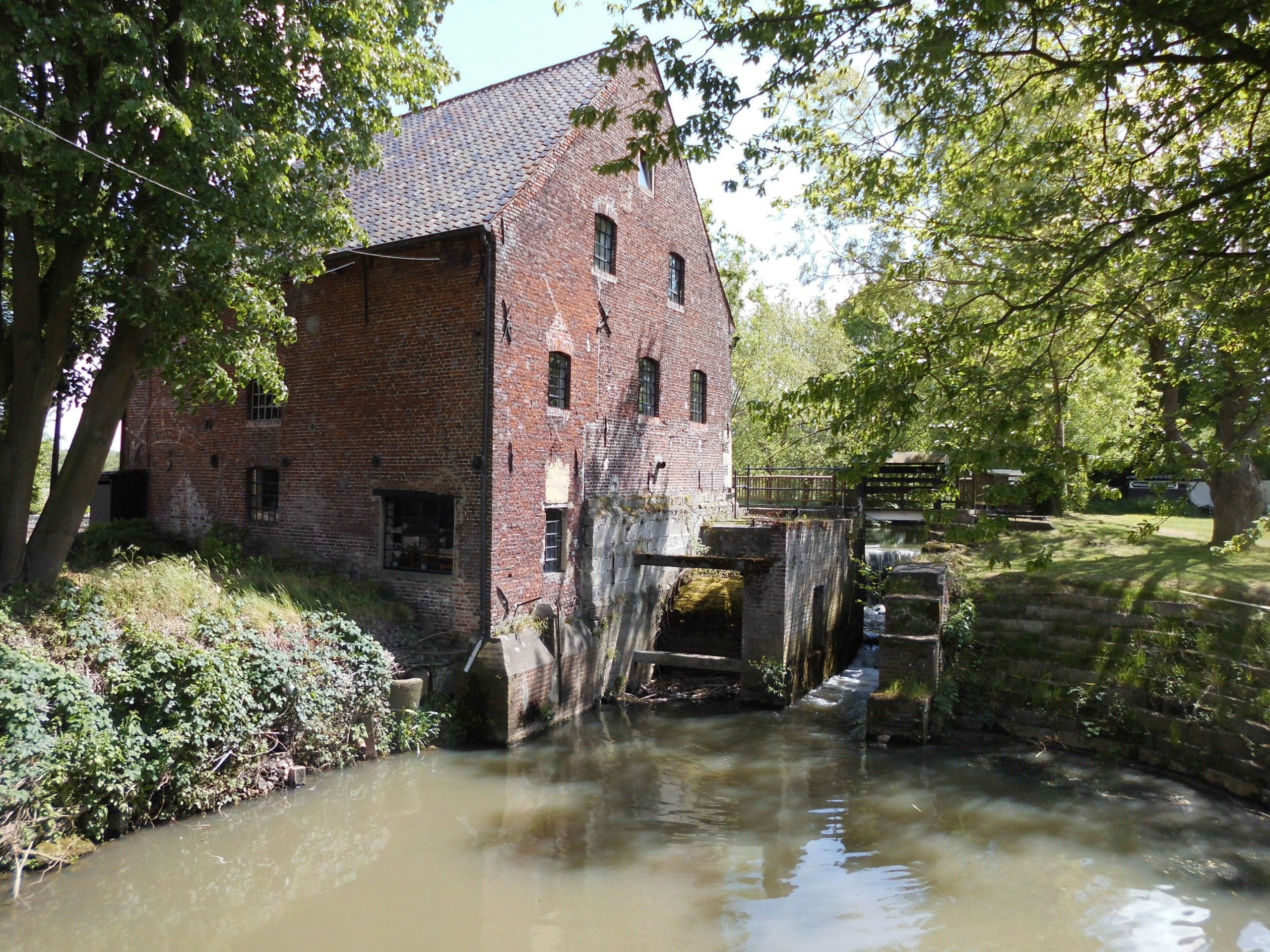
Bostmolen
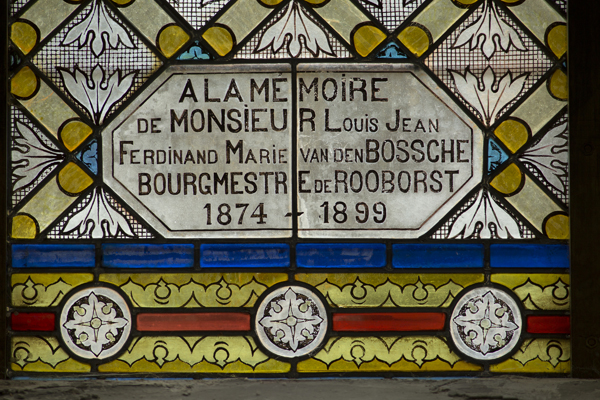
Gedenkraam voor burgemeester Van den Bossche
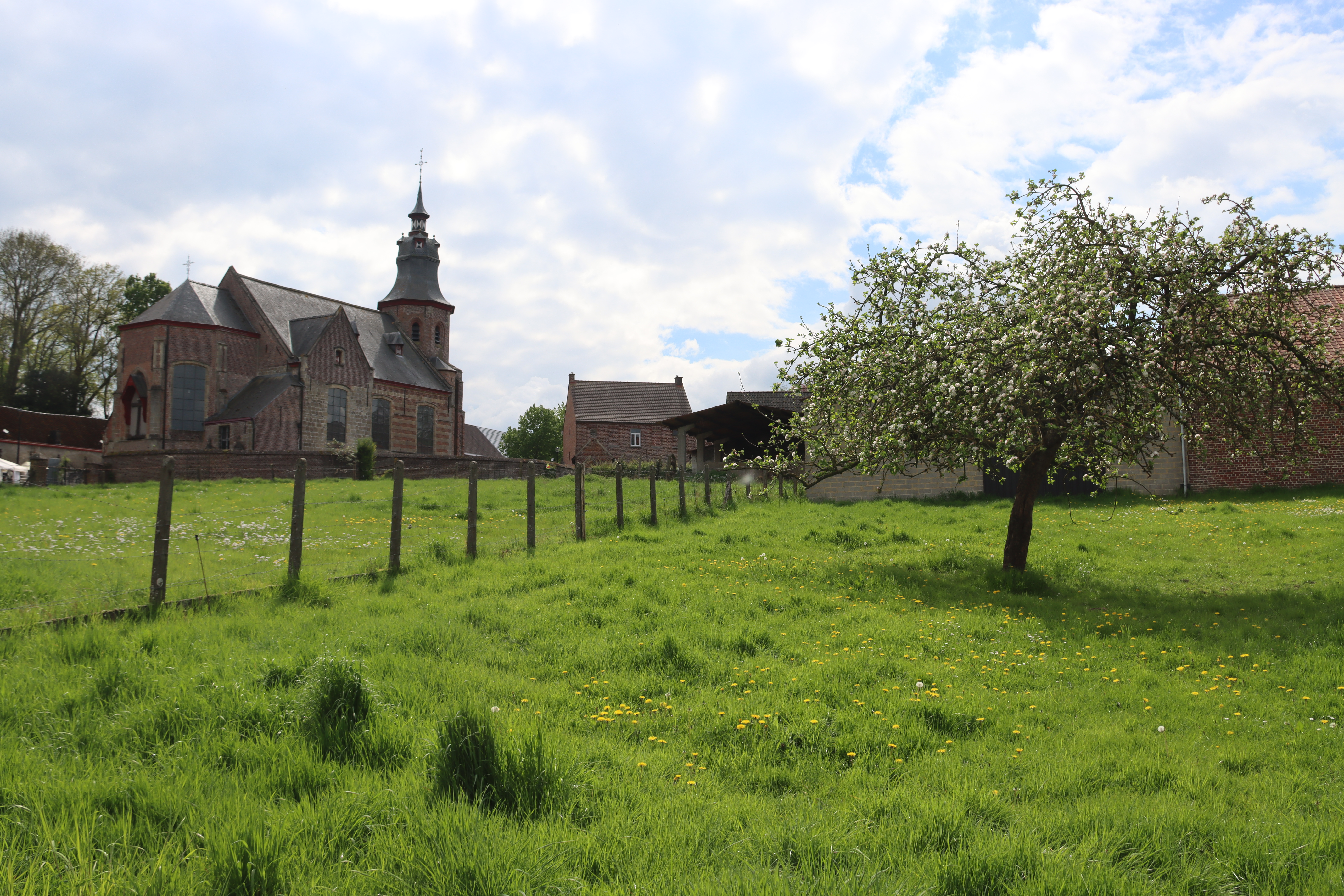
Sint-Dionysiuskerk

## Natuur en landschap
Roborst ligt in Zandlemig Vlaanderen op een hoogte van 20-85 meter. Ten oosten van de dorpskern loopt de Zwalm in noordwestelijke richting.

## Demografische ontwikkeling
- Bronnen:NIS, Opm:1831 tot en met 1970=volkstellingen; 1976 = inwoneraantal op 31 december

## Lijst van burgemeesters
Lijst van burgemeesters van Roborst tot aan de fusie van 1971 met Munkzwalm (later Zwalm):
| Periode   | Naam                              |
| --------- | --------------------------------- |
|           | Carel Toelé                       |
|           | Pieter Van Oudenhove              |
|           | Livinus Buyse                     |
| 1808-1821 | Francies Bernard Galle            |
| 1822-1829 | Jean Baptist Plasmans             |
| 1830-1874 | Pieter Van Wittenberghe           |
| 1874-     | Ludovicus Joannes van den Bossche |
| -1880     | Charles Louis Van Wittenberghe    |
| 1880-1903 | Victor Plasmans                   |
| 1903-1914 | Hyppolite Plasmans                |
| 1926-     | Adrien Iweins d'Eeckhoutte        |
|           | Jozef Leopold Pijcke              |
|           | Oscar Heymans                     |
| -1971     | Hilaire Albert Van Audenhove      |

## Bekende inwoners
- Arnoldus van Vaernewyck (1448 - 1512), theoloog en humanist
- Adrien Iweins d'Eeckhoutte (1872-1939), politicus en bestuurder

## Nabijgelegen kernen
Munkzwalm, Rozebeke, Sint-Blasius-Boekel
Deelgemeenten: Beerlegem · Dikkele · Hundelgem · Meilegem · Munkzwalm · Nederzwalm-Hermelgem · Paulatem · Roborst · Rozebeke · Sint-Blasius-Boekel · Sint-Denijs-Boekel · Sint-Maria-Latem

Overige dorpen en gehuchten: Hermelgem · Nederzwalm · Wijlegem

Belgische gemeenten · Arrondissement Oudenaarde · Oost-Vlaanderen · Vlaanderen